# Битва при Майванде
Битва при Майванде (англ. Battle of Maiwand, пушту د ميوند جگړه‎) — одно из главных сражений Второй англо-афганской войны, которое произошло 27 июля 1880 года около селения Майванд к западу от Кандагара. Бригаде генерала Берроуза было приказано выйти навстречу афганской армии Айюб-хана и не дать ей подойти к Кандагару. 26 июля Берроуз узнал, что афганцы движутся на Кандагар через Майванд, и повёл бригаду на перехват. Под Майвандом его бригада столкнулась с афганской армией, которая превосходила её как численно, так и количеством и качеством артиллерии. Берроуз занял круговую оборону и какое-то время отбивал атаки афганцев, но вскоре из-за понесённых потерь запаниковали индийские части, и бригада стала в беспорядке отходить. Афганцы не преследовали отступающих, которым удалось пройти по безводной пустыне и отступить в Кандагар. Через несколько дней афганская армия взяла Кандагар в осаду. Разгром при Майванде во многом напоминал сражение при Изандлване, которое произошло незадолго до этого в Южной Африке.

## Предыстория
В марте 1879 года генерал-лейтенант Дональд Стюарт ушёл из Кандагара в Кабул с бенгальской армией и британскими полками, оставив в Кандагаре армию афганского губернатора и небольшой отряд из бомбейских и британских подразделений, которым командовал генерал-майор Джеймс Примроуз. В начале 1880 года британцы оставили северный Афганистан, и только Кандагарская провинция осталась под их контролем. В то же время стало известно, что Айюб-хан собрал армию и наступает из Герата на Газни, намереваясь пройти севернее Кандагара.

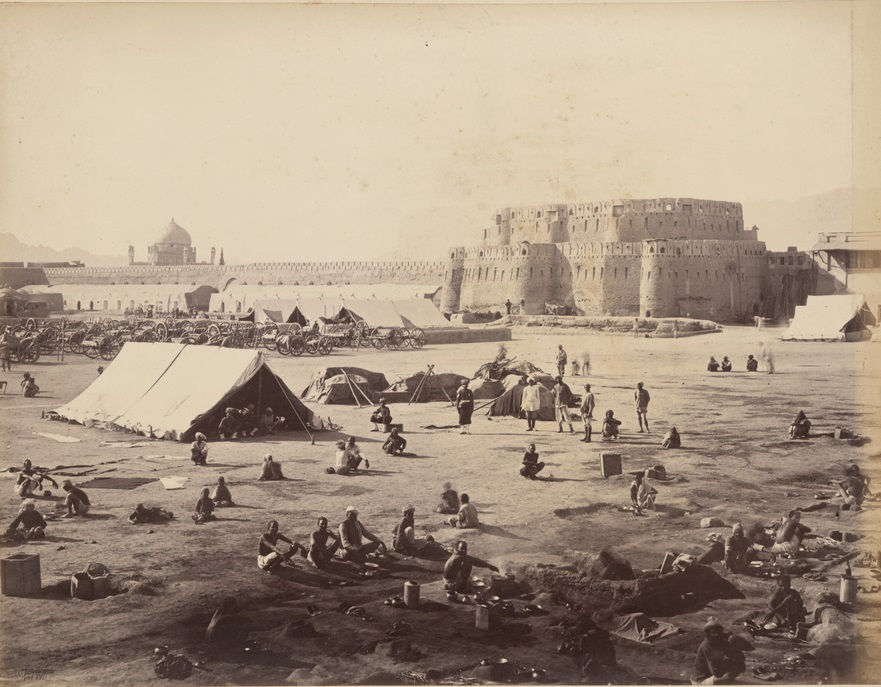
Кандагар примерно в дни сражения при Майванде.

21 июня кандагарский губернатор (вали) Шир-Али сообщил, что авангарды Айюб-хана, примерно 1400 кавалеристов, перешли реку Герируд, и запросил на помощь пехотную бригаду. Примроуз колебался некоторое время, всё ещё надеясь, что Шер-Али сможет справиться в Айюб-ханом без участия британской армии, но в итоге стал готовить пехотную бригаду и кавалерийский полк, чтобы выдвинуть их к реке Гильменд. Генеральный штаб дал разрешение на формирование бригады, но велел ничего не предпринимать до распоряжения главнокомандующего. Сам главнокомандующий, Фредерик Хейнс, считал опасным ослаблять гарнизон Кандагара (4665 человек на тот момент) и едва ли возможным помешать афганцам перейти Гильменд; он сообщил это правительству в меморандуме 30 июня, но добился только разрешения на усиление бригады. 1 июля Примроуз получил приказ выдвинуть бригаду к Гиришку. 4 июля эта бригада, под командованием бригадного генерала Джорджа Берроуза, выступила из Кандагара на Гильменд.
После ухода Берроуза в Кандагаре осталось всего 850 пехотинцев и немного кавалерии для охраны форта и складов, чего было совершенно недостаточно для эффективной обороны, поэтому Примроуз решил прислать в Кандагар 4-й бомбейский пехотный полк, предполагая, что само известие о его приближении предотвратит возможные беспорядки.
Согласно Гроувсу, бригада Берроуза 5 июля пришла в Кокеран, 6 июля пришла в Ашулхан, где нашла много фруктов и хорошей воды, 8 июля колонна встала лагерем в Кишк-и-Нахуд, откуда проследовала в заброшенный город Мез-Керез, а 10 июля вышла к берегу Гильменда напротив Гиришка.
На Гильменде ещё ранее был размещён отряд кандагарского губернатора (вали) Шер-Али: 2000 пехоты, 1000 кавалерии и батарея гладкоствольных орудий. Берроуз и губернатор Шер-Али посовещавшись, пришли к выводу, что эти части ненадёжны, и их надо разоружить. Но 14 июля афганская пехота открыто взбунтовалась, захватила обозы, артиллерию, и припасы для британской армии, и ушла на соединение с Айюб-ханом. Тогда Берроуз, несмотря на запрет переходить Гильменд, велел 4 ротам 66-го полка и 2-м ротам 30-го бомбейского перейти реку и рассеять мятежников, или хотя бы вернуть орудия. В 10:00 мятежники, которых было 4-5 тысяч человек, открыли огонь по британскому отряду, но королевская конная артиллерия открыла ответный огонь, после чего мятежники оставили позицию, бросив два орудия. Британская кавалерия начала преследование и отбила ещё 4 орудия. В 20:00 отряд вернулся в лагерь, потеряв в тот день 1 человека убитым и двоих ранеными. Им удалось убить 40 или 50 мятежников.
Первоначально британское командование полагало, что Шер-Али сможет справиться с Айюб-ханом сам, или же при небольшой помощи британской армии. Бегство армии Шер-Али полностью изменило стратегическую ситуацию. Некоторые офицеры штаба Берроуза предлагали вернуться в Кандагар.
В тот же день лагерь был перенесён выше по течению реки, но стало известно, что афганская армия уже в трёх переходах от Гильменда. Если бы река была переходима только в одном месте, у Берроуза были шансы удержать переправу, но в конце июля Гильменд был переходим в любом месте, что вынуждало Берроуза или растягивать бригаду по широкому фронту или перебрасывать её с места на место. Кроме того, мятежная афганская пехота уничтожила запасы продовольствия в Гиришке, а в окрестностях Гиришка пополнить запасы было невозможно. Поэтому Берроуз созвал офицеров на совет, чтобы решить, как поступить дальше. Полковник Малколмсон и подполковник Андерсон предложили отступить в Кандагар, но Берроуз решил отступить только на половину расстояния, до Кишк-и-Нахуда. Там он надеялся на запасы продовольствия в окрестностях Майванда.
17 июля Берроуз прибыл Кишк-и-Нахуд, а 19 июля переместил лагерь на 3 мили ближе к Гильменду. У этой позиции не было хороших наблюдательных пунктов и оборонять её тоже было трудно, поскольку местность позволяла противнику скрытно приблизиться к лагерю. Берроуз выбрал эту позицию, вероятно, потому, что не воспринимал всерьёз афганскую армию. 21 июля главнокомандующий спросил у Примроуза, сможет ли Берроуз атаковать Айюб-хана, если тот попробует проскочить мимо Кандагара на Газни и надо ли усилить Берроуза на случай такой атаки. Примроуз ответил, что Берроуз в состоянии атаковать афганцев, поэтому главнокомандующий послал Берроузу своё согласие на такую атаку. Между тем стало известно, что 21 июля Айюб-хан вышел к Гильменду и соединился с мятежной пехотой. Теперь, по британским данным, у него было 4000 кавалерии, 4000 пехоты и 8000 местных иррегулярных ополченцев, и он двигался к оазису Сангбур, который находился в 12-ти милях от лагеря Берроуза.
По статистике Джона Хиллса у Айюб-хана было 10 регулярных полков (5 кабульских, 1 кандагарский и 4 гератских), потом к нему присоединились 6 полков кандагарского губернатора, что давало 6800 регулярной пехоты. 3 регулярных кавалерийских полка насчитывали 1100 человек и ещё 500 человек числилось в артиллерии. Всё вместе давало 8 000 или 8400 регулярных войск.
Брайан Робсон писал, что на момент выхода из Герата у Айюб-хана было 9 полков регулярной пехоты, два кавалерийских регулярных полка и 1500 иррегулярной кавалерии, всего 6500 человек.
22 июля пришли известия, что Айюб-хан перешёл Гильменд, а его передовые посты заняли Сангбур. Для проверки этих известий 23 июля Берроуз отправил синдскую кавалерию лейтенанта Монтейта на рекогносцировку, а эскадрон 3-го бомбейского кавполка послал в Майванд, чтобы уничтожить там запасы зерна. Всего в 3 милях от лагеря Монтейт встретил 5-6 сотен афганской кавалерии и отступил, отстреливаясь. 3-й бомбейский кавполк услышал стрельбу и подошёл на помощь Монтейту, а затем подошла конная артиллерия. Но афганцы успели уйти в направлении на Майванд. Берроузу не удавалось найти достоверную информацию, поскольку его кавалерийские разъезды не могли пробиться через заслоны афганской кавалерии, однако становилось ясно, что афганская армия гораздо больше британской бригады, и что она явно движется на Майванд.
26 июля Берроуз снова созвал военный совет, на котором было решено выступить рано утром 27 июля к Майванду, чтобы держаться между Кандагаром и афганской армией, и быть ближе к долине Хакрез, через которую Айюб-хан мог попытаться наступать на Газни. Берроуз не проверил обстановку в Сангбуре, и не знал, что основные силы афганской армии стоят именно там, готовые перехватить его на марше к Майванду.

## Бригада Берроуза

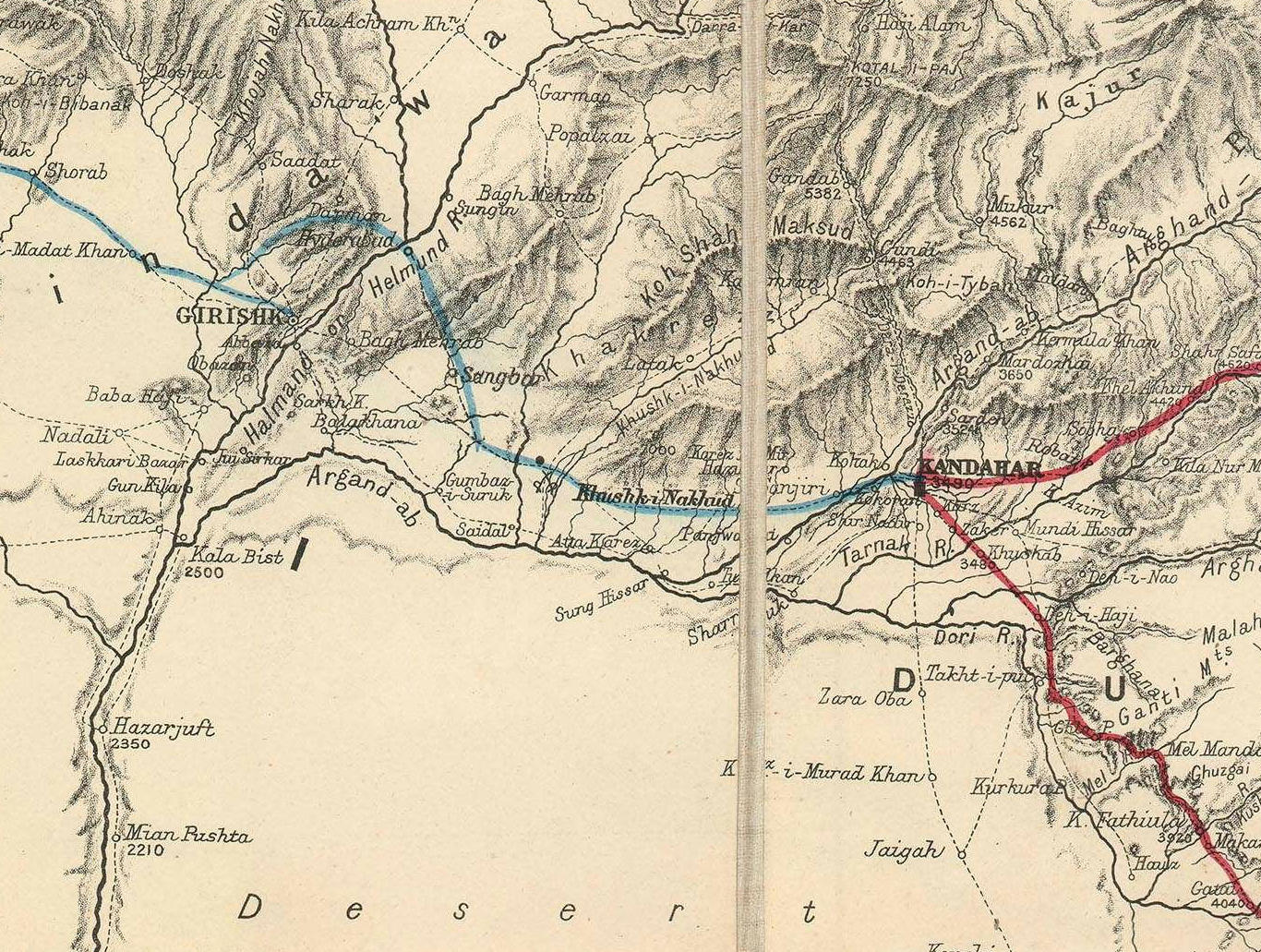
Окрестности Кандагара в 1880 году (указано место сражения при Майванде)

Согласно лейтенанту О’Доннелу (из 66-го полка), утром 27 июля бригада генерала Берроуза имела следующий состав:
- Пехотная бригада:
  - 6 гладкоствольных орудий, захваченных у мятежных афганцев, под управлением солдат 66-го полка.
  - 6 рот 66-го полка[англ.], 490 человек (полковник Джеймс Галбрайт)
  - 1-й бомбейский гренадерский туземный пехотный полк[англ.], 550 человек (подполковник Андерсон)
  - 30-й бомбейский туземный пехотный полк (стрелки Джейкоба)[англ.], 550 человек (полковник Мэйнуэринг)
  - Половина 2-й роты Бомбейского корпуса сапёров и минёров[англ.] (лейтенант Хенн)[9]
- Кавалерийская бригада генерала Томаса Наттала:
  - 3-й бомбейский полк лёгкой кавалерии[англ.], 300 человек (майор Карри)
  - 3-й синдский кавалерийский полк[англ.] без одного эскадрона, 200 человек (полковник Малколмсон)
  - батарея «E»[англ.] из бригады «B» Королевской конной артиллерии, 6 орудий, 150 человек (майор Блэквуд)
- Итого 1600 пехоты, 500 кавалерии, 12 орудий, и некоторое количество больных в госпитале.

Полковник Генри Ханна пишет, что в пехоте было 50 офицеров и 1636 рядовых, а в кавалерии 469 человек. Брайан Робсон в статье 1973 года приводит уточнённые цифры. По его статистике 66-й полк был немного меньше размером (19 офицеров и 459 рядовых), а остальные полки побольше, итого всего было 74 британских офицера, 51 индийский офицер и 2461 рядовой.
Из этих полков полностью надёжным был только 66-й пехотный. Оба кавалерийских полка участвовали в Абиссинской экспедиции 1867 года, но не были задействованы в боях. Гренадерский полк считался надёжным, но не участвовал в боях со времени Восстания сипаев. 30-й бомбейский не участвовал в боевых действиях с самого момента своего формирования в 1858 году и в его рядах было много новобранцев.
Британская пехота использовала однозарядную, казнозарядную винтовку Мартини-Генри калибра .45 (11,43-мм), а британская кавалерия карабин Мартини-Генри (11,43-мм). Индийские части были вооружены винтовкой Снайдер-Энфилд (14,7-мм). С 1878 года британская армия постепенно переходила на униформу цвета хаки, но ещё не выработала общего стандарта.

## Сражение

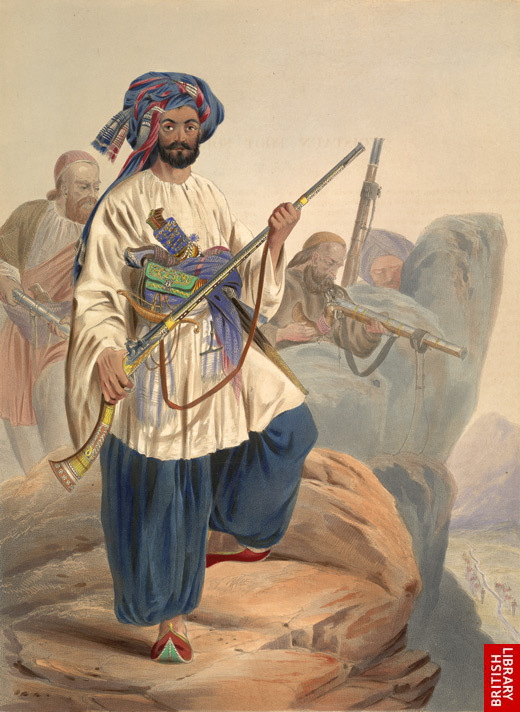
Афганский воин с винтовкой джезайл, рисунок 1840 года.

На рассвете 27 июля 50 кавалеристов 3-го бомбейского кавполка под командованием лейтенанта Геоэгана выдвинулся в сторону Майванда, а 50 кавалеристов 3-го синдского кавполка под командованием Монтейта заняли позицию на высоте в трёх милях от лагеря. Сам марш начинался медленно; пехотинцы были уставшими, а кавалерия измотана постоянными рекогносцировками, поэтому хоть подъём был объявлен в 04:00, колонна начала марш только около 07:00. Впереди шла кавалерия под командованием генерала Наттала (эскадрон 3-го легкокавалерийского при двух орудиях, затем ещё два эскадрона при двух орудиях), затем пехотная колонна под личным командованием Берроуза, а в арьергарде шла пехота и кавалерия (96 сабель) под командованием Малколмсона и обоз. Отряд Монтейта прикрывал левый фланг, а отряд 3-го синдского кавполка под командованием лейтенанта Смита прикрывал правый фланг. Афганская кавалерия губернатора шла в арьергарде, но основная часть её ушла в Кандагар, поэтому при губернаторе остался, вероятно, лишь небольшой эскорт. Вся колонна растянулась примерно на милю.
В то утро равнина была в густом тумане, который сильно ограничивал видимость. Первые шесть миль отряд прошёл без помех, а затем Геоэган доложил, что слышит выстрелы в стороне Майванда, и видит небольшие отряды кавалерии вдалеке. Никому не пришло в голову, что эти отряды были фланговым прикрытием основной колонны Айюб-хана. С 09:00 до 10:00 колонна сделала остановку между деревнями Мушак и Керез-Ак; здесь Берроуз стал получать первые тревожные известия. Сначала ему донесли, что Айюб-хан ещё вчера пришёл в Сангбур, а теперь движется к Майванду, а потом было сообщено о больших массах кавалерии впереди. Берроуз понял, что дорога на Кандагар через Майванд уже захвачена противником. Но он решил, что отступать уже поздно и приказал продолжить марш.
В 10:30 авангард британской колонны вошёл в село Махмудабад, из которого уже было видно укреплённое селение Майванд в трёх милях на северо-востоке. Примерно в полумиле находилось селение Хиг, а слева, вдоль дороги, проходила низина (сухое русло реки), за которой находилась широкая равнина с цепью холмов на дальнем конце. Генерал Наттал и майор Блэквуд выехали на рекогносцировку в сторону Майванда, а лейтенант Маклейн с двумя орудиями перешёл низину и обнаружил отряд афганской кавалерии на равнине и в 11:30 открыл по нему огонь. В этот момент на равнине стали появляться отряды афганской пехоты, а со стороны Майванда показалась кавалерия. Берроуз стал осознавать, что столкнулся со всей афганской армией, на стороне которой численное преимущество (примерно 1 к 11), превосходство в артиллерии и преимущество позиции.
Заметив, что афганцы пытаются окружить передовой отряд Наттала и Блэквуда, Берроуз выдвинул на их усиление всю бригаду, которая в итоге заняла позицию полукругом. Бомбейский гренадерский полк Андерсона встал фронтом на север, слева от батареи Блэквуда. Справа от батареи, фронтом на восток, встал 30-й бомбейский полк (стрелки Джейкоба), а 5 рот 66-го Беркширского полка удлинили фронт вправо. Батарея гладкоствольных орудий встала позади гренадеров. Кавалерия Наттала встала на левом фланге. Бригада была построена в одну двухшереножную линию, без резервов, и не было возможности усилить одну часть позиции за счёт другой.
Обоз бригады был оставлен около Махмудабада под командованием майора Реди. В его распоряжении было несколько рот: рота 66-го полка под командованием капитана Джона Куарри (67 человек), рота 1-го бомбейского полка, рота 30-го бомбейского, и ещё несколько мелких подразделений.
Армия Айюб-хана начала окружать британскую позицию со всех сторон, а около 13:00 афганцы подошли на 800 метров, а их артиллерия начала бомбардировку британской позиции. У Афганцев имелось 6 орудий Армстронга, калибр которых превосходил калибр британских орудий, но они часто давали перелёт. Гладкоствольные афганские орудия били весьма эффективно, и британской артиллерии не удавалось подавить их. Однако, многие снаряды не разрывались, поэтому у англичан почти не было потерь, в то время как британская артиллерия вела точный огонь, а пехота не давала афганцам подойти достаточно близко к своей позиции. 2 роты 30-го бомбейского (лейтенанта Фоула) были переведены на левый фланг и встали левее гренадеров при поддержке двух 12-фунтовых гаубиц.
В какой-то момент (по Гроувсу в 18:30) Айюб-хан двинул вперёд свою пехоту, нацеливаясь в основном на левый британский фланг, где стояли бомбейские гренадеры. Афганцы делали несколько шагов, останавливались, давали залп, и снова делали несколько шагов вперёд. Один из регулярных полков подошёл к гренадерам на несколько сотен метров, но был почти весь уничтожен. Майор Блэквуд воскликнул «Клянусь Юпитером! Они все полегли!».
К 14:30 британская бригада понесла некоторые потери от огня афганской артиллерии. Выбыло из строя два штабных офицера и несколько артиллеристов. 66-й пехотный и 30-й бомбейский находились на хорошей позиции и почти не понесли потерь, но две роты 30-го на левом фланге потеряли своего единственного английского офицера, лейтенанта Коля и двух офицеров-индийцев, и командование в этот критический момент боя принял кто-то из младших офицеров (жамадаров). В это время Айюб-хан отдал приказ об общей атаке, и афганцы бросились вперёд. Под ударом оказалась конная артиллерия на передовой позиции. 4 орудия удалось отвести на 150 метров назад, но два орудия Маклейна были захвачены. В тот же момент две роты 30-го бомбейского запаниковали и, когда афганцы подошли на 50 метров, бомбейцы бросились бежать, чем сразу расстроили ряды гренадерского полка. Командир гренадеров, полковник Андерсон, был перед этим ранен и командование принял лейтенант Хинд. Он приказал полку примкнуть штыки и встать в каре, но из-за общего беспорядка приказ не был выполнен, и весь полк стал отходить вместе с ротами 30-го бомбейского, беспорядочной массой выйдя в тыл 66-го пехотного полка, который в этот момент отстреливался от наступающих с фронта афганцев.

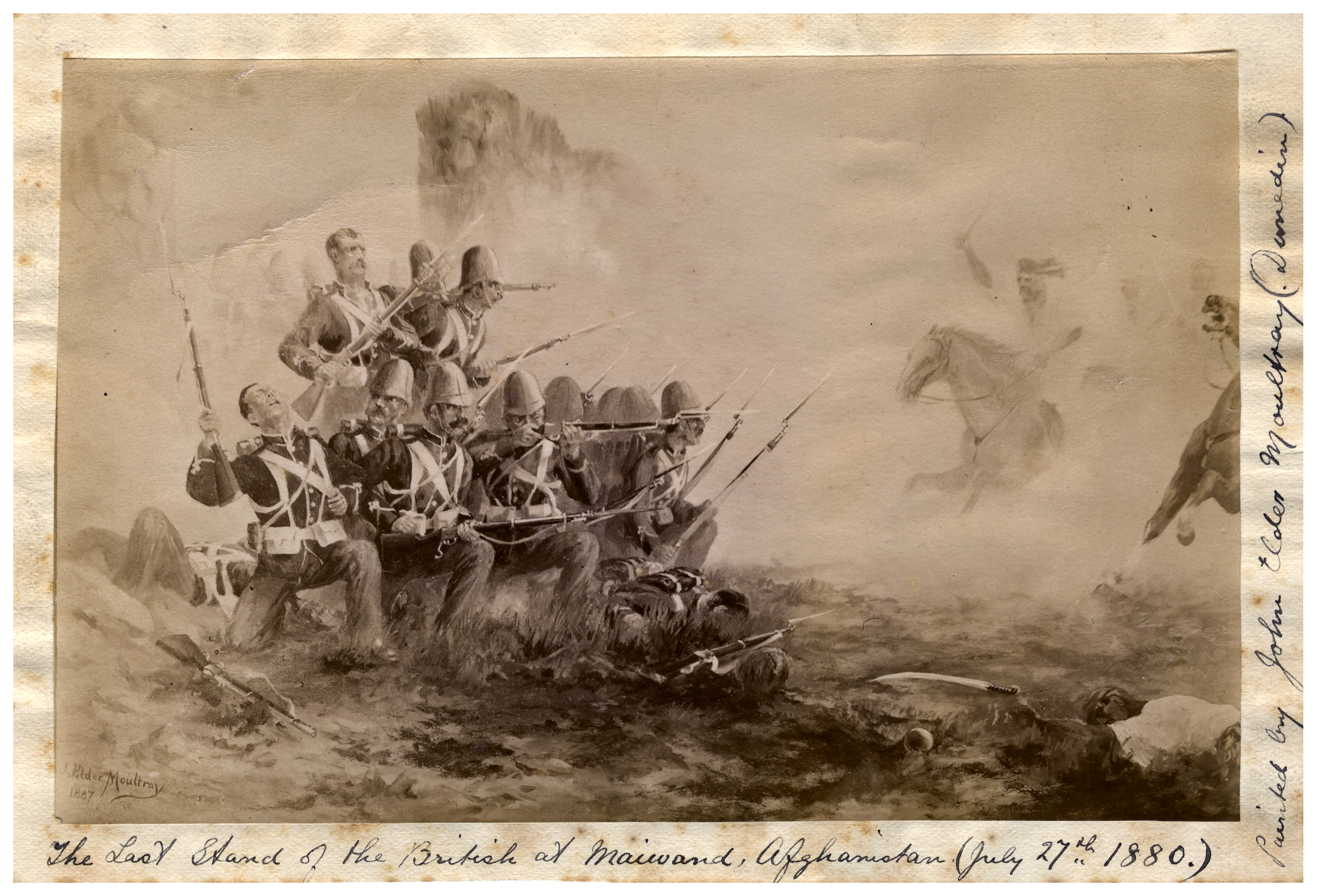
Последний бой при Майванде. Картина Джона Мултрея, 1888 год.

Берроуз попросил генерала Наттала атаковать противника силами его кавалерии, но кавалерия к этому моменту была деморализована потерями от артиллерийского огня. Наттал сумел собрать небольшой отряд и атаковать с фланга афганцев, теснящих гренадерский полк. Один офицер потом утверждал, что эта атака спасла гренадеров, хотя сам Наттал полагал, что она не дала большого эффекта. Берроуз предложил повторить атаку, но Наттал ответил, что вынужден отступить и навести порядок в кавалерии. Тогда Берроуз решил отвести пехоту к Махмудабаду, но только часть пехотинцев услышала его приказ и начала отход, а основная масса 66-го, 30-го бомбейского и гренадер, чьи ряды смешались, отходила вправо, отрываясь от основной бригады. 66-й отступал отдельными группами, но сохранял относительный порядок, заставляя афганцев держаться на расстоянии. Полк с трудом сумел перейти низину и отступить в сады селения Хиг. За низину удалось отойти только сотне из всего полка. В селении Хиг эта сотня отстреливалась от афганцев, пока от неё не осталось всего 8 человек и два офицера: лейтенанты Чут и Чарльз Уильям Хинд. Эти 10 человек отстреливались, пока не погибли все до одного.
История их гибели известна со слов свидетеля, афганского артиллерийского полковника. «Окружённые всей афганской армией, они сражались, пока не осталось всего одиннадцать человек, нанеся невероятные потери своему противнику. Эти люди бросились в атаку из сада и умерли лицом к врагу, сражаясь до смерти. И такова была эта атака и так страшен их вид, что хотя все гази окружили их, никто не решался приблизиться. Так, стоя на открытой местности, стреляя уверенно и точно, в окружении тысяч, эти офицеры и рядовые погибли. И только когда был застрелен последний, гази решились подойти к ним. Их поведение вызвало восхищение у всех, кто видел это».
Какое-то время боеспособность сохраняла только сапёрная рота, которая отступала, держась лицом к врагу даже тогда, когда потеряла своего командира, лейтенанта Хенна и двух англичан-сержантов, которые были убиты на окраине Махмудабада. Чуть позже восстановила боеспособность кавалерия и начала атаковать афганцев, прикрывая отступление гренадеров, которые отходили за Махмудабад, где на окраине капитан Слейд развернул несколько своих орудий. Под прикрытием этих орудий все, кто был в лагере, строевые и нестроевые, стали уходить назад в пустыню, бросая снаряжение и боеприпасы. Генерал Наттал и полковник Гриффит смогли навести порядок в рядах гренадеров, а лейтенант Монтейт был послан чтобы вернуть бегущих на позицию, но ничего не смог сделать. Когда он вернулся, афганская артиллерия уже пристрелялась к позиции Слейда, а кавалерия начала выходить к нему в тыл, поэтому Наттал приказал артиллерии отступить.
В это время генерал Берроуз с остатками 66-го пехотного и 30-го бомбейского пробивался от Хига к Махмудабаду, теряя людей на каждом шагу. Им удалось пробиться в сад на окраине Махмудабада, где собралось примерно 150 человек, но афганцы начали выходить в их тыл, и Берроуз приказал отступать. У них было мало шансов добраться до артиллерийской позиции Слейта, но лейтенант Линч, вероятно, рассмотрел вдалеке артиллерию, послал гонца к Натталу, а сам направил отступающих в нужном направлении. Линчу удалось добраться до артиллерии, после чего кавалерия отправилась подбирать раненых и отстающих. Кто-то из кавалеристов Монтейта подобрал генерала Берроуза, который отдал своего коня раненому офицеру и отступал пешком.
Лейтенант О’Доннелл писал, что афганцы отвлеклись на грабёж обоза и по этой причине не преследовали отступающих. Иначе, писал лейтенант, ни один человек не смог бы вернуться в Кандагар.

## Последствия

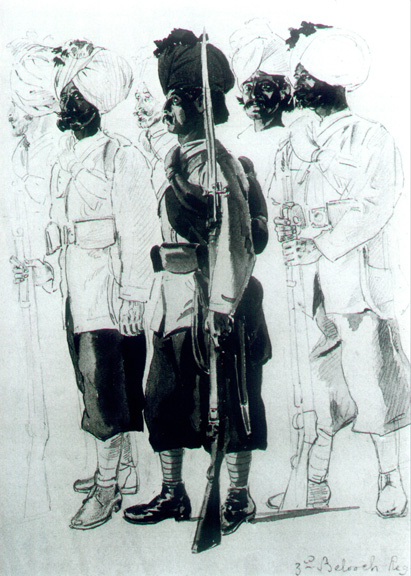
Пехотинцы 30-го бомбейского полка. Акварель Альфреда Кроуди Ловетта, 1890 год.

Когда бегущие добрались до дороги, ведущей в Кандагар, они устремились по ней. Берроуз знал, что на этой дороге нет колодцев, и попытался направить бегущих на другую дорогу, чуть более длинную, проходящую вдоль реки Аргандаб, но не добился успеха. Ему удалось направить на вторую дорогу только часть своей армии. Кавалерия добралась до местечка Карез-и-Атта, где смогла два часа отдохнуть. Около полудня кавалерия присоединилась к основной колонне около Хауз-и-Мадат. Берроуз планировал сделать там долгую остановку, но узнал, что афганцы обстреливают хвост колонны, и велел продолжать марш.
Небольшой кавалерийский отряд майора Лича шёл последним, помогая отстающим. В вечерней темноте потерялось несколько человек, в их числе лейтенант Маклейн. Он ушёл на поиски воды и не вернулся. По некоторым данным он попал к плен к афганцам. На рассвете бригада пришла в Ашукан. Здесь были брошены две гаубицы, а часть кавалерии спешена, чтобы использовать лошадей для перевозки повозок с ранеными. В 07:00 бригада пришла в Сингири, где был канал с водой. Для многих это была первая вода за 24 часа. Около 09:00 бригада перешла Аграндаб и встретила первый небольшой спасательный отряд, присланный из Кандагара.
В Кандагаре вечером 27 июля стало известно, что Берроуз выступил на перехват афганской армии, а 28 июля в 2 часа ночи прибыл индийский офицер 3-го синдского кавполка, который сообщил, что бригада полностью разбита, а Берроуз и Наттал мертвы. Примроуз посовещался с бригадным генералом Бруком и велел ему с утра отправиться к Аграндабу, взяв с собой два орудия, 40 кавалеристов и 170 пехотинцев, занять Кокеран и помочь отступающим. Брук выступил в 05:30. В Кокеране он рассеял небольшой отряд афганцев, что и позволило бригаде Берроуза без помех перейти Аграндаб.
По словам лейтенанта О’Доннелла, отступление было не таким страшным, как его иногда описывают. Из 276 человек потерь 66-го полка только 20 погибли во время отступления.
28 июля в 14:30 остатки бригады Берроуза отступили в цитадель Кандагара. Город уже с утра готовился к обороне. Командование обороной было поручено генералу Бруку, который постарался вывезти за периметр стен все склады армейского имущества, но успел вывезти только часть. В 18:15 Брук отступил в цитадель, а афганцы бросились уничтожать всё, что осталось за стенами. Началась осада Кандагара.

### Потери
Согласно официальному отчёту бригада понесла следующие потери:
- Штаб: 1 офицер убит и 1 ранен.
- Конная артиллерия: 14 человек убито и 13 ранено, 7 пропали без вести.
- Сапёрная рота: убито 3 англичанина и 15 индийцев. 7 индийцев ранено.
- 3-й синдский кавполк: 1 английский офицер ранен и 14 индийцев убито, 5 ранено.
- 3-й бомбейский кавполк: 1 английский офицер убит, 26 индийцев убито и 18 ранено.
- 66-й пехотный полк: 10 офицеров и 276 рядовых убито, 2 офицера и 30 рядовых ранено.
- Гренадеры: 2 английских офицера убито и 2 ранено, 364 индийца убито и 59 ранено.
- 30-й бомбейский: 3 офицера убито и 1 ранен, 235 индийцев убито и 29 ранено.

Всего в бригаде 310 англичан убито, 50 ранено, 7 пропали без вести. 654 индийца убито и 118 ранено. Из находящихся при лагере и в обозе нестроевых: 786 убито и 7 ранено. Всего потеряно 1925 человек, 269 боевых коней и 2424 вьючных животных.
Потери афганской армии известны приблизительно. Айюб-хану потребовалась неделя, чтобы похоронить всех убитых. Он потерял 1500 человек убитыми в регулярных частях и 4000 среди ополченцев (гази). Примерно 1500 раненых ему пришлось оставить в Майванде. Многие его бойцы покинули армию, чтобы доставить домой тела убитых родственников.

### Причины неудачи
Полковник Генри Ханна, анализируя Майвандское сражение, утверждал, что Берроуз вполне мог бы отступить, как только узнал, что вся афганская армия стоит в Сангбуре. У него было примерно 3 часа времени на то, чтобы оторваться от афганцев. Айюб-хан мог бы послать в погоню кавалерию, но она не нанесла бы большого урона без помощи пехоты и артиллерии. Афганская армия тоже была утомлена долгим маршем и не смогла бы преследовать противника достаточно быстро. Наконец, целью Айюб-хана был город Газни и он, вероятно, не стал бы отвлекаться на сражение. Берроуз же принял решение сражаться в 50 милях от базы, без коммуникаций, без резервов, имея пустыню у себя в тылу, а это был риск, которого надо было по возможности избегать.
Далее Ханна ставит вопрос, могло ли сражение при другой тактике завершиться победой. Он приводит письмо Веллингтона от 1803 года, в котором он даёт советы полковнику Стивенсону относительно того, как лучше воевать с армией маратхов. Веллингтон советовал выйти из лагеря и атаковать противника, когда тот ещё на марше и не дать ему время на построение. Противник в этом случае вынужден будет вводить войска в бой по частям, по мере подхода. Соответственно, Берроуз мог бы отправить Наттала к Майванду, чтобы тот спровоцировал афганцев на наступление, а когда Айюб-хан выдвинулся бы в его сторону, Берроуз должен был атаковать его на марше. Это был бы опасный манёвр, но это было бы лучше, чем просто стоять несколько часов ничего не делая, позволяя афганской армии построиться. Итого, Берроуз мог бы отступать или атаковать, но он выбрал третий вариант, наименее выгодный.
Брайан Робсон тоже утверждает, что Берроузу было выгоднее всего атаковать. Неизвестно, почему он решил стоять в обороне, хотя из его донесений следует, что это полностью его решение. Вероятно, Берроуз полагал, что недисциплинированная афганская армия не выдержит долгого сражения. Один афганский офицер потом говорил, что в какой-то момент афганская армия была почти готова отступить. Но Берроуз выбрал невыгодную позицию на открытой местности, хотя мог бы воспользоваться стенами и зданиями соседнего посёлка. Так же он неправильно распределил силы, раздробив кавалерию на отдельные отряды. Имея под рукой крупный кавалерийский контингент он мог бы бросить его в атаку в критический момент. В целом кавалерия слабо проявила себя в сражении. Генерал Наттал вообще не был кавалеристом, и его командование ещё до сражения вызывало нарекания. Ошибкой была и переброска двух рот 30-го бомбейского на левый фланг: ответственная позиция была поручена ненадёжным частям под командованием единственного британского офицера, который принял командование всего около месяца назад. Разумнее было бы перевести туда роту Куарри, отправив бомбейцев охранять обоз. И всё же исход сражения долгое время был неопределённым, и если бы бомбейские роты на фланге выстояли, у Берроуза были шансы на победу.

### Реакция общественности

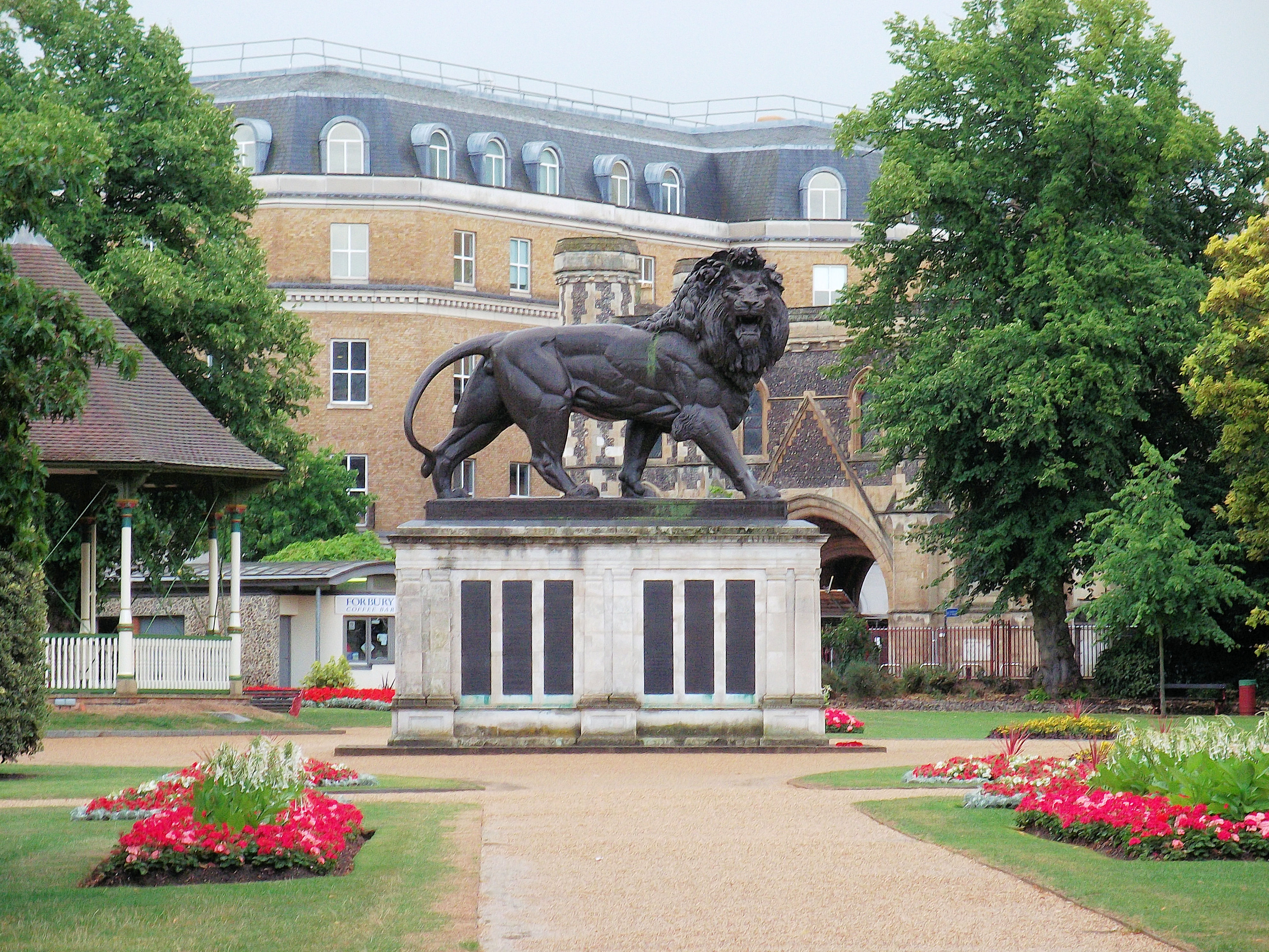
«Майвандский лев» в Рединге. Установлен в честь погибших под Майвандом и Кандагаром солдат Беркширского полка.

Как и в случае со сражением при Изандлване, британское общество старалось избежать психологической травмы поражения и обратило внимание в основном на героизм проигравших. Как ранее был героизирован «последний бой» 24-го пехотного полка при Изандлване, так теперь был героизирован последний бой 66-го Беркширского полка. В 1882 году эта сцена была изображена на картине Фрэнка Феллера. Ещё более романтизирована эта сцена была на картине Гарри Пейна 1892 года.
В июле 1881 года в рамках масштабных реформ Британской армии 66-й Беркширский полк был слит с 49-м Хартфордширским пехотным полком. Он стал 2-м батальоном нового полка и использовался для охраны дворца Осборн-хаус. В августе того года королева Виктория лично наградила 5 человек бывшего 66-го полка медалями «За выдающееся командование» за Майванд. После церемонии награждения она пожелала увидеть собачку Бобби, талисман полка, которая была ранена в сражении. В честь полка был построен монумент в Рединге, который финансировался не военным ведомством, как обычно, а за счёт пожертвований гражданских лиц. Было собрано 1088 фунтов стерлингов, на которые скульптор Джордж Саймондс изваял памятник в виде льва. Этот лев со временем стал символом города Рединг.
Ещё более ярко память о Майванде отразилась в литературе. По мотивам сражения Редьярд Киплинг в 1888 году написал небольшую новеллу The Drums of the Fore and Aft, а в 1894 году поэму «That day». В 1899 году появилась поэма Уильяма Макгонаголла «The Last Berkshire Eleven». Исследователь британской культуры Стефани Барщевски считает самым ярким следом Майванда в литературе его упоминание в повести Конан Дойла «Этюд в багровых тонах».
Вместе с тем исследователь Брайан Робсон писал, что сражение при Майванде было со временем забыто. Если сражение при Изандлване стало знаменитым и было детально описано в литературе, то Майванд мало кому известен и ему посвящено очень мало исследовательских работ.
Для британского военного командования майвандская неудача стала дополнительным аргументов в пользу набора в армию североиндийских народов: сикхов, гуркхов и пенджабцев. Было решено, что бомбейские полки слабо проявили себя в сражении, что стало одной из причин расформирования Бомбейской армии в 1895 году.

### Кресты Виктории
Высшую награду Великобритании, Крест Виктории, получили два человека из состава Королевской конной артиллерии: рядовой Джеймс Коллиc и сержант Патрик Муллейн. Коллис был награждён лично лордом Робертсом в Пуне 11 июля 1881 года. Крест был дан за храбрость, проявленную во время отступления: Коллис помогал вывозить раненых на орудийном передке и отвлекал на себя огонь афганских стрелков. Но в 1895 году он был уличён в двоежёнстве и на этом основании его крест был конфискован.
Муллейн получил крест за то, что спас артиллериста при отступления батареи во время сражения, а затем несколько раз рисковал жизнью, добывая воду для раненых.

### Майванд и доктор Ватсон
Согласно повести Конан Дойла, его вымышленный персонаж, доктор Ватсон, служил в 66-м Беркширском и был ранен при Майванде «джезайлской пулей». Об этом он говорит в самом начале повести:

Многим эта кампания принесла почести и повышения, мне же не досталось ничего, кроме неудач и несчастья. Я был переведен в Беркширский полк, с которым я участвовал в роковом сражении при Майванде. Ружейная пуля угодила мне в плечо, разбила кость и задела подключичную артерию. Вероятнее всего я попал бы в руки беспощадных гази, если бы не преданность и мужество моего ординарца Мюррея, который перекинул меня через спину вьючной лошади и ухитрился благополучно доставить в расположение английских частей.
Оригинальный текст (англ.)– The campaign brought honours and promotion to many, but for me it had nothing but misfortune and disaster. I was removed from my brigade and attached to the Berkshires, with whom I served at the fatal battle of Maiwand. There I was struck on the shoulder by a Jezail bullet, which shattered the bone and grazed the subclavian artery. I should have fallen into the hands of the murderous Ghazis had it not been for the devotion and courage shown by Murray, my orderly, who threw me across a pack-horse, and succeeded in bringing me safely to the British lines.
— Conan Doyle. A STUDY IN SCARLET (англ.). Project Gutenberg. Дата обращения: 27 июля 2021.
Впоследствии возникали различные предположения о том, куда именно был доставлен Ватсон. В 1950-е годы было предположено, что он попал не в Кандагар, а в Калат-и-Гильзаи, поэтому не присутствовал при осаде Кандагара и не упоминает о ней.
Считается, что прообразом доктора Ватсона был Александр Фрэнсис Престон, полковой врач 66-го Беркширского полка. Он окончил Тринити-Колледж в Дублине и в 1863 году поступил на медицинскую армейскую службу. Престон был в полку 27 июля и был ранен в самом начале сражения, когда оказывал помощь одному из первых раненых. Пуля попала ему в спину, едва не повредив позвоночник. Капитан конной артиллерии попытался вывезти его с поля боя на орудийном передке, но не смог из-за измотанности лошадей. Престону удалось в итоге добраться до Кандагара. Из Индии Престона отправили в Портсмут, где его мог видеть Конан Дойл. В отличие от Ватсона Престон остался в армии и вышел в отставку только в 1902 году.

## В искусстве и литературе
- Вторая англо-афганская война и битва при Майванде описаны в историческом романе советского историка Нафтулы Халфина «Победные трубы Майванда»[61].
- Битва при Майванде упоминается в рассказе Олега Эрберга «Собачий Генерал», из книги «Путь к Наубехару» Москва, 1941 года.
- Подробное описание сражения и вымышленное описание «последнего боя 66-го полка» присутствует в фантастическом романе Анджея Сапковского «Змея».

### Статьи
- Brian Robson. MAIWAND, 27th July 1880 (англ.) // Journal of the Society for Army Historical Research. — Society for Army Historical Research[англ.], 1973. — Vol. 51. — P. 194—224. — ISSN 0037-9700.